# Исаев, Габдельбарый Низамутдинович
Габдельбарый Низамутдинович Исаев (баш. Әбделбарый Низаметдин улы Исаев; 28 января 1907, Верхний Аташ, Уфимская губерния — 13 ноября 1983, Ленинград) — мусульманский религиозный деятель, богослов, просветитель. Муфтий духовного управления мусульман Европейской части СССР и Сибири в 1975—1980 годах.

## Биография
В 1926 году окончил медресе д. Тюлиганово Башкирской АССР.
В 1926—1929 гг. являлся имам-хатыбом мечети в д. Карьявды Бирского кантона БАССР (ныне Чекмагушевского района Башкортостана).
В 1929 году репрессирован. В 1929—1930 гг. находился в тюрьме.
В 1930—1941 гг. находился в Киргизской АССР, неофициально служил муллой.
В 1941—1943 гг. участвовал в Великой Отечественной войне; после ранения вернулся в Уфу.
В 1946—1953 гг. работал в Духовном управлении мусульман Европейской части СССР и Сибири.
В 1953—1956 гг. являлся имам-хатыбом мечети II прихода Уфы, а в 1956—1975 гг. — имам-хатыбом Ленинградской соборной мечети.
С мая 1975 года по июнь 1980 года являлся муфтием ДУМЕС.
В 1980 году впервые в истории ДУМ России муфтий покидает свой пост, и Исаев продолжает служить имам-хатыбом Ленинградской соборной мечети.